# (2025) Nortia
(2025) Nortia ist ein Asteroid des Hauptgürtels, der am 6. Juni 1953 von dem südafrikanischen Astronomen Joseph Churms in Johannesburg entdeckt wurde.
Der Name des Asteroiden erinnert an Nortia, die etruskische Göttin des Schicksals.